# Dům dětí a mládeže v Mostě

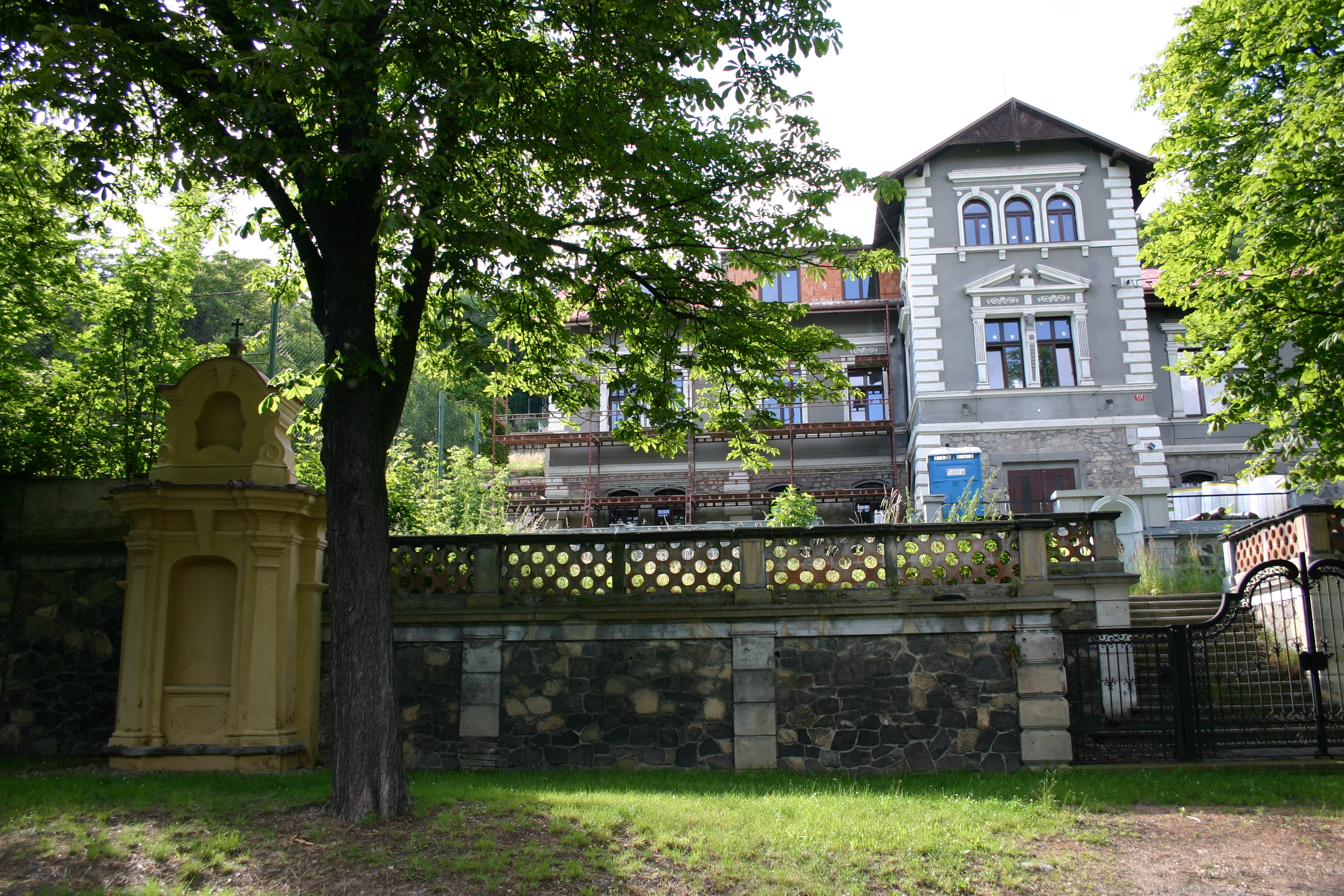
Bývalé sídlo Domu dětí a mládeže v Žižkově ulici, v popředí kaple křížové cesty

Dům dětí a mládeže v Mostě (DDM) je příspěvková organizace Ústeckého kraje, která nabízí programy pro zájmovou mimoškolní činnost. Jedná se o školské zařízení zařazené do sítě škol. Spolu s Centrem volného času jsou hlavními příspěvkovými organizacemi, které ve městě Most vykonávají tuto činnost. DDM zaměstnává jedenáct lidí, z toho osm pedagogických pracovníků. S domem spolupracuje také řada dobrovolníků. Současnou ředitelkou domu je Miloslava Kellerová. DDM od roku 2006 sídlí v Okružní ulici č.p. 1235.

## Historie
Dům dětí a mládeže v Mostě byl založen pod názvem Dům pionýrů a mládeže v roce 1951 na ulici Jana Žižky čp. 712 v konfiskované vile rodiny Gustava Bihla, generálního ředitele mosteckých dolů. V 70. letech 20. století měl Dům pionýrů a mládeže druhou pobočku ve středisku Sever na Moskevské ulici. Tu v 90. letech vyklidil a přestěhoval do Žižkovy ulice. V roce 2005 došlo ke sloučení 17. a 18. základní školy a k uvolnění budovy na Okružní ulici po zrušené 17. ZŠ. Tento uprázdněný pavilon byl pronajat Domu dětí a mládeže, který se tam na přelomu roku 2005 a 2006 přestěhoval ze Žižkovy ulice. Dne 4. února uspořádal DDM v nových prostorách den otevřených dveří. Staré sídlo nechalo město zrekonstruovat a rozprodalo jej v roce 2009 na bytové jednotky.

## Činnost a nabídka zájmových aktivit
Dům dětí a mládeže nabízí množství aktivit. Organizuje každoročně karneval, soutěže recitátorů, výtvarné soutěže, různá sportovní zápolení jako např. běh do schodů. Pořádá výukové programy pro žáky základních škol v mosteckém Oblastním muzeu, naučné exkurze, matematickou soutěž Pythagoriáda, výstavy exotických zvířat a ptactva, kaktusů nebo železničních modelů. Podílí se na oslavách Dne Země. V létě organizuje klasické letní tábory i tzv. příměstské tábory, kdy děti, které zůstávají ve městě, jezdí na výlety do okolí Mostu a také se starají o zvířata v DDM. Pro rodiče pořádá setkání pěstounských rodin se speciální pedagožkou. Při DDM působí 47 různých zájmových kroužků. Velmi známý je klub železničních modelářů. V DDM se nachází modulové kolejiště, s jehož stavbou se začalo již v roce 1963. Kolejiště má třináct modulů s celkovou délkou 25 m a 60 m položených kolejí. V roce 2006 v DDM vyrostla také automobilová závodní dráha o délce 34 m s dráhami až pro šest vozů.